# Keegan Connor Tracy
Keegan Connor Tracy (sinh ngày 3 tháng 12 năm 1971) là một nữ diễn viên và tác giả người Canada. Cô được biết đến nhiều nhất với các vai Audrey Malone trong loạt phim truyền hình hài kịch Beggars and Choosers (1999–2000) của Showtime, Nàng tiên xanh trong loạt phim giả tưởng ABC Once Upon a Time (2011–18), Miss Blaire Watson trong Sê-ri phim truyền hình A&E Bates Motel (2013–16) và Giáo sư Lipson trong sê-ri giả tưởng Syfy The Magicians (2016–2020). Công việc đáng chú ý khác của Tracy bao gồm các vai diễn trong phim truyền hình Jake 2.0, The 4400, Stargate SG-1, Supernatural, Psych và Battlestar Galactica.
Trong phim điện ảnh, cô nổi tiếng với các vai Kat Jennings trong phim kinh dị siêu nhiên Final Destination 2 (2003), Mirabelle Keegan trong phim kinh dị siêu nhiên White Noise (2005), Dolly Dupuyster trong phim hài kịch The Women (2008) ), Ellen trong phim chính kịch Words and Pictures (2013) và Nữ hoàng Belle trong phim ca nhạc giả tưởng Descendants (2015), Descendants 2 (2017) và Descendants 3 (2019).

## Cuộc sống cá nhân
Tracy sinh ra ở Windsor , Ontario, Canada. Cô tốt nghiệp trường trung học Công giáo St. Patrick ở Sarnia, Ontario. Tracy tiếp tục lấy bằng Tâm lý xã hội tại Đại học Wilfrid Laurier ở Waterloo , Ontario, Canada. Khi còn học đại học, cô ấy đã dành một năm làm việc ở Châu Âu.

## Đóng phim
| Năm  | Tên phim                               | Vai trò              | Ghi chú |
| ---- | -------------------------------------- | -------------------- | ------- |
| 1999 | Double Jeopardy                        |                      |         |
| 2000 | Duets                                  | Sheila               |         |
| 2001 | Kill Me Later                          | Heather              |         |
| 2001 | Out of Line                            | Claire Carrol        |         |
| 2002 | Blackwoods                             | Dawn / Molly         |         |
| 2002 | 40 Days and 40 Nights                  | Mandy                |         |
| 2003 | Final Destination 2                    | Kat Jennings         |         |
| 2003 | A Problem with Fear                    | Vicky                |         |
| 2005 | White Noise                            | Mirabelle Keegan     |         |
| 2005 | Chaos                                  | Marnie Rollins       |         |
| 2006 | The Net 2.0                            | Z.Z. Jackson         |         |
| 2007 | Numb                                   | Y tá Mt. Sinai       |         |
| 2008 | The Women                              | Dolly Dupuyster      |         |
| 2009 | My Little Pony: Twinkle Wish Adventure | Whimsey (voice)      |         |
| 2010 | Smokin' Aces 2: Assassins' Ball        | Vicky Salerno        |         |
| 2011 | Final Destination 5                    | Kat Jennings         |         |
| 2012 | The Company You Keep                   | Thư ký của Jim Grant |         |
| 2013 | Words and Pictures                     | Ellen                |         |
| 2013 | Embrace of the Vampire                 | Daciana              |         |
| 2015 | Dead Rising: Watchtower                | Jordan Blair         |         |
| 2016 | Dead Rising: Endgame                   | Jordan Blair         |         |
| 2019 | Z                                      | Elizabeth Parsons    |         |